# 凯利娅·内穆尔
凯利娅·内穆尔（阿拉伯语：‎，2006年12月30日—），法国-阿尔及利亚女子竞技体操运动员，2023年非洲竞技体操锦标赛女子个人全能金牌得主和女子团体全能铜牌得主、2023年世界竞技体操锦标赛女子高低杠银牌得主；2024年代表阿爾及利亞參加巴黎奧運體操比賽高低槓項目獲得金牌，也是第一位獲得奧運獎牌的非洲國家體操運動員。

## 外部連結
- 凯利娅·内穆尔在International Gymnastics Federation（英语）
- 凯利娅·内穆尔在Olympics.com（英语）
- Kaylia Nemour的Instagram帳戶